# Агадан
Агада́н (порт. Agadão; МФА: [ɐ.gɐ.ˈdɐ̃w]) — колишня парафія в Португалії, в муніципалітеті Агеда. Перебувала у складі округу Авейру.  Входила до регіону Центр. За старим адміністративним поділом, що був чинним до 1976 року, територія парафії належала провінції Берегова Бейра.  Ліквідована 28 січня 2013 року. Увійшла до складу парафії Белазайма-ду-Шан, Каштаньєйра-ду-Вога і Агадан. Площа парафії — 35,34 км², населення — 373 ос. (2011), густота населення — 10,55 осіб/км²
. Патрон — Марія Магдалина. Поштовий індекс — 3750. Код  — 010101.

## Географія

Агеда (2013)
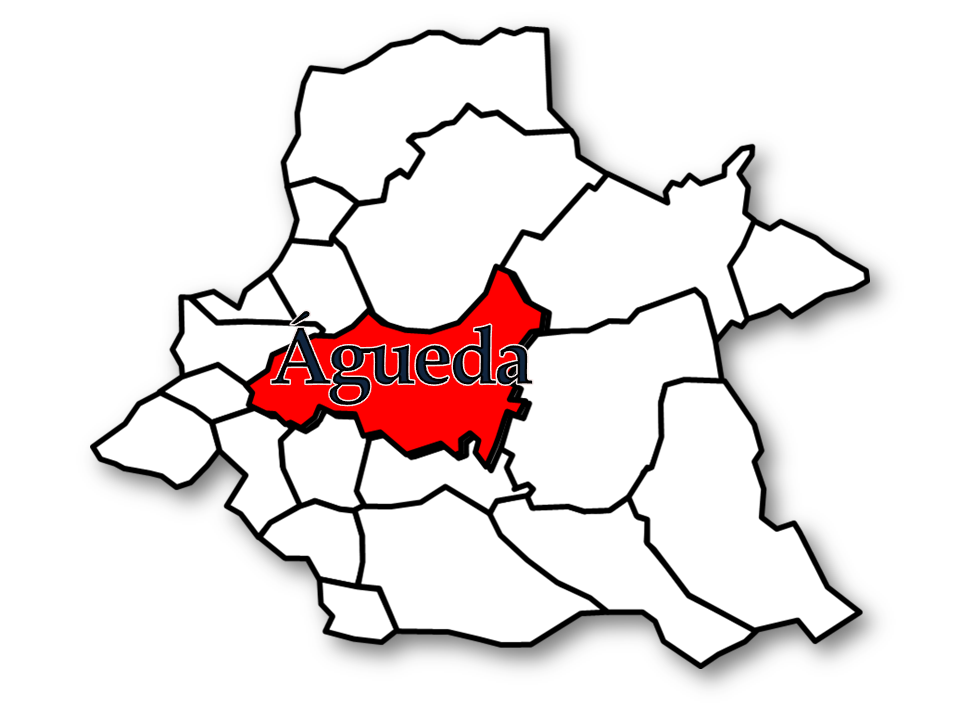
Агеда
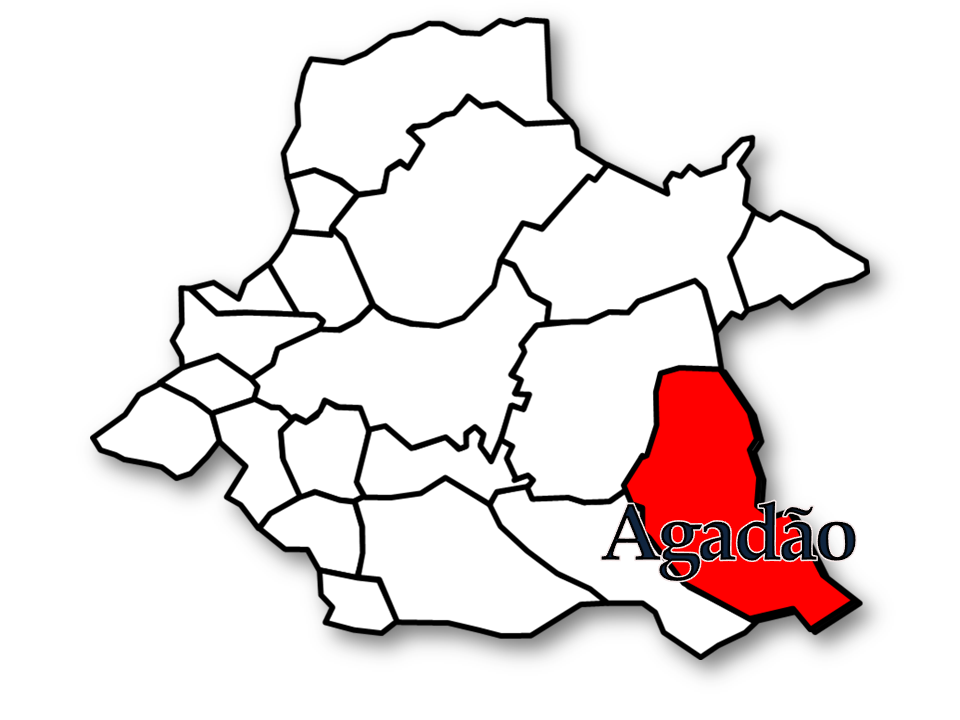
Агадан

## Населення
| Кількість мешканців | Кількість мешканців | Кількість мешканців | Кількість мешканців | Кількість мешканців | Кількість мешканців | Кількість мешканців | Кількість мешканців | Кількість мешканців | Кількість мешканців | Кількість мешканців | Кількість мешканців | Кількість мешканців | Кількість мешканців | Кількість мешканців |
| ------------------- | ------------------- | ------------------- | ------------------- | ------------------- | ------------------- | ------------------- | ------------------- | ------------------- | ------------------- | ------------------- | ------------------- | ------------------- | ------------------- | ------------------- |
| 1864                | 1878                | 1890                | 1900                | 1911                | 1920                | 1930                | 1940                | 1950                | 1960                | 1970                | 1981                | 1991                | 2001                | 2011                |
| 552                 | 626                 | 558                 | 624                 | 670                 | 597                 | 684                 | 792                 | 860                 | 847                 | 736                 | 646                 | 587                 | 496                 | 373                 |